# Rutgers van Rozenburg (schip, 1907)
De Jhr. J.W.H. Rutgers van Rozenburg is een voormalige reddingboot van de Koninklijke Nederlandse Redding Maatschappij (KNRM). De boot is genoemd naar de voorzitter van de NZHRM, Jhr. Mr. J.W.H. Rutgers van Rozenburg. 
De Rutgers van Rozenburg was in 1908 de eerste motorreddingboot ter wereld en werd in 1907 gebouwd door Daan Goedkoop bij scheepswerf Kromhout in Amsterdam. Van Goedkoops ontwerp werd slechts een exemplaar gebouwd, in 1910 kwam de opvolger, de Brandaris. 
In november 1888 was bij Scheveningen een schip op 400 meter uit de kust tegenover het Kurhaus vergaan. Daarbij verdronken negen bemanningsleden, mede doordat de roeiers van de reddingboot van de NHRM niet tijdig het schip konden bereiken. Toen de kritiek losbarstte nam de toenmalige voorzitter van de NZHRM, Jhr. Mr. J.W.H. Rutgers van Rozenburg, het voor de bemanning op. De mogelijkheden voor het reddingstation groeiden toen Scheveningen in 1905 een eigen vissershaven kreeg. De NZHRM besloot enkele jaren daarna om een nieuw schip in de nieuwe haven te stationeren omdat de basaltdammen van de nieuwe visserijhaven bij slecht weer de nodige risico's opleverden voor de binnenlopende haringloggers. De geringe diepte van de nieuwe vissershaven maakte het noodzakelijk om een schip met geringe diepgang te bouwen. Ook al omdat zich voor de mond van de haven een zandbank had gevormd.
Langs de kust werden traditioneel reddingen gedaan met houten roeireddingboten. Rond 1900 verschenen er de ijzeren boten met een stoommachine en nog wat later de scheepjes met een motor. De NZHRM was nooit voorstander geweest van het gebruik van stoommachines vanwege het risico op doven van de vuren bij overkomend zeewater. Verbrandingsmotoren waren weliswaar lichter maar ook duur en niet altijd betrouwbaar.

## Kenmerken
De Rutgers van Rozenburg is vanuit historisch oogpunt een belangrijk schip. Allereerst door de 45 pk benzinemotor. Daarmee kon een snelheid van ongeveer 8 mijl worden bereikt. De voor-en achtertanks konden elk 40 liter olie bergen. Om het schip te kunnen gebruiken in ondiep water draait de scheepsschroef in een tunnel. De draaiende schroefbladen steken daardoor niet uit de romp zodat de aanraking met wrakhout wordt vermeden. De reddingboot had een diepgang van slechts 75 cm. Het ijzeren schip diende onzinkbaar te zijn en werd daarom verdeeld in drie waterdichte compartimenten. Aan de zijkant van het vaartuig bevonden zich een aantal luchtkisten. Achter de roef is een zelflozende open stuurkuip. De zes waterlooskleppen in de bodem dienen om ingeslagen water kwijt te raken. 
Het nieuwe schip kon tientallen personen bergen. In het uiterste geval was ook in de machinekamer ruimte voor nog enkele personen. De romp van het gegalvaniseerd-stalen schip is 11,50 meter lang en 2,50 meter breed. De waterverplaatsing bedroeg tien ton.
De ankers aan stuurboord en bakboord kunnen vanuit de kajuit worden bediend. Een over de kajuit gespannen spring- en grijpnet was bedoeld voor schipbreukelingen om zich vanaf een wrak op de reddingboot te laten vallen. Voor de bediening van de boot waren vier man voldoende.
De boot werd voor extra zekerheid ook uitgerust met een steunzeil. Voor het geval dat de reddingboot zelf in nood zou geraken, waren er aan boord ook dollen geplaatst voor zes roeiriemen. Het schip heeft een draaicirkel van 12 meter.

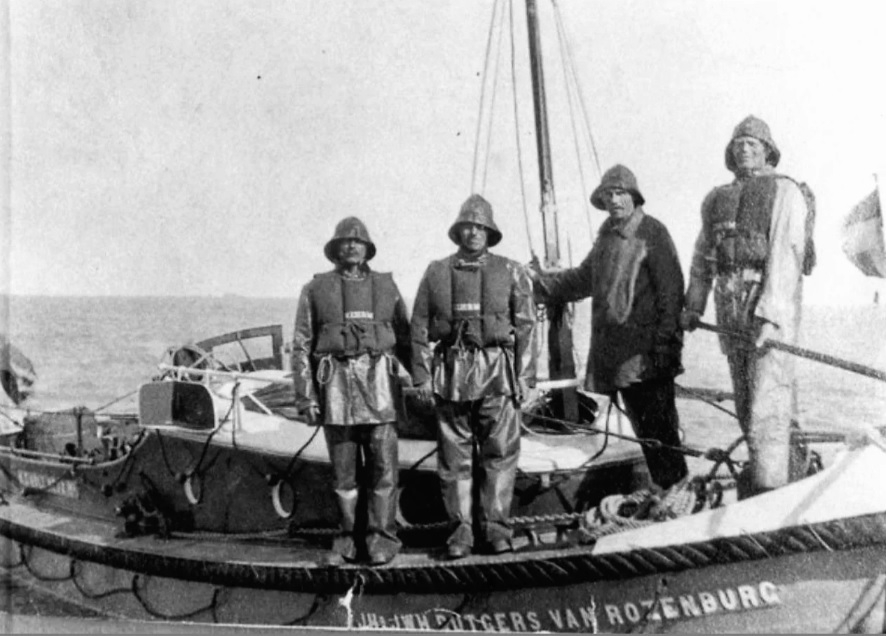
Bemanning van de Rutgers van Rozenburg in beschermende kleding: zuidwester, oliekleding, een los zwemvest en laarzen

## Historie
De boot voer vanaf de werf in Amsterdam binnendoor naar Scheveningen. Enkele weken later maakte prins Hendrik een proeftocht in klein admiraalsuniform. Hij was daarbij vergezeld van zijn adjudant, de luitenant ter zee 1e klas Van Asbeck. Het ontvangstcomité bestond uit leden van het hoofdbestuur van de maatschappij, de heren Six en De Booy, die het plaatselijke commissieleden aan de prins voorstelden. In de haven waren de omliggende vaartuigen en vuurtorens feestelijk bevlagd.
In april 1908 maakte de Rutgers van Rozenburg een geslaagde proeftocht in tegenwoordigheid van Prins Hendrik en plaatselijke bestuursleden van de NZHRM onder leiding van de heren Bakker, directeur van de Scheveningse vissershaven en Daan Goedkoop, fabrikant van de boot.
Nadat het dienst had gedaan voor de kust van Scheveningen op de werd het schip in 1925 vervangen door de Zeemanshoop. Na dienst te hebben gedaan op de Noordzee kwam de Rutgers van Rozenburg in 1926 naar Lemmer voor operaties op de Zuiderzee. In 23 jaar zouden er 38 personen door de reddingboot worden gered. Na vier jaar dienst in Lemmer volgden vele omzwervingen onder verschillende namen. Het werd door verschillende eigenaren als sleper en als jacht gebruikt. 
In 2003 ontdekte de Terschellinger journalist Jan Heuff het schip en werd het aangekocht door een stichting. Terschelling had ooit de tweede motorreddingboot, de Brandaris, maar deze is vergaan en nooit teruggevonden. Na een grote restauratie in 2004 wordt de Rutgers van Rozenburg als maritiem monument gebruikt voor educatieve reddingtochten en excursies naar het leefgebied van de zeehonden, de zandbanken ten westen van Terschelling. Het vaartuig heeft als buitenobject van het gemeentelijk Museum 't Behouden Huys in West-Terschelling een eigen steiger nabij de huidige KNRM-reddingboot (53° 21′ 41″ NB, 5° 13′ 4″ OL).